# Скляренко Наталія Костянтинівна
Наталія Костянтинівна Скляренко (1938, місто Ялта, тепер Автономна Республіка Крим) — українська радянська діячка, швачка швейної фабрики імені 8 Березня міста Артемівська Донецької області. Депутат Верховної Ради СРСР 7-го та 8-го скликань.

## Біографія
Народилася в родині Костянтина Ленца, який служив льотчиком-винищувачем у Червоній армії і загинув на початку німецько-радянської війни. Незабаром померла і мати. Виховувалася в родині Омеляна Хомича і Софії Антонівни Приходів.
Закінчила професійно-технічну школу, здобула спеціальність швачки.
У 1956—1959 роках — швачка швейної фабрики імені МОДР, швачка майстерні індивідуального пошиву міста Артемівська  Сталінської (Донецької) області. Освіта середня: без відриву від виробництва закінчила середню школу.
З 1959 року — швачка експериментального цеху Артемівської швейної фабрики імені 8 Березня міста Артемівська Донецької області.
Член КПРС з 1968 року.